# MSIN
MSIN — (Mobile Subscriber Identification Number) индивидуальный номер мобильного абонента. Является составной частью IMSI
Это внутренний 10-значный (9-значный для Северной Америки) номер карточки абонента (в GSM — SIM-карточки). Является составной частью 15-значного номера IMSI. Первые 5 (6 для Северной Америки) знаков IMSI одинаковы для одной сети и одной страны.
Номер SIM-карточки известен только ей и коммутатору сотовой сети.
В коммутаторе каждой карточке присваивается от одного до 10 номеров абонента (зависит только от ПО коммутатора), который и выдаётся абоненту.
При утере или замене SIM-карточки, теряется только MSIN, но не федеральный номер абонента, который хранится в коммутаторе (HLR), а не в SIM-карте.
Таким образом в мобильном телефоне хранятся IMEI и MSIN.
В закодированном виде они передаются коммутатору, когда абонент (A) совершает вызов. Другому абоненту (B) коммутатор отображает один из федеральных номеров установленный как основной.
При получении вызова от абонента (B), коммутатор принимает звонок для любого из 10 федеральных номеров, записанных для абонента A в коммутаторе. При этом поиск абонента А в сети осуществляется по MSIN, приписанному этим номерам.